# Heteroconger

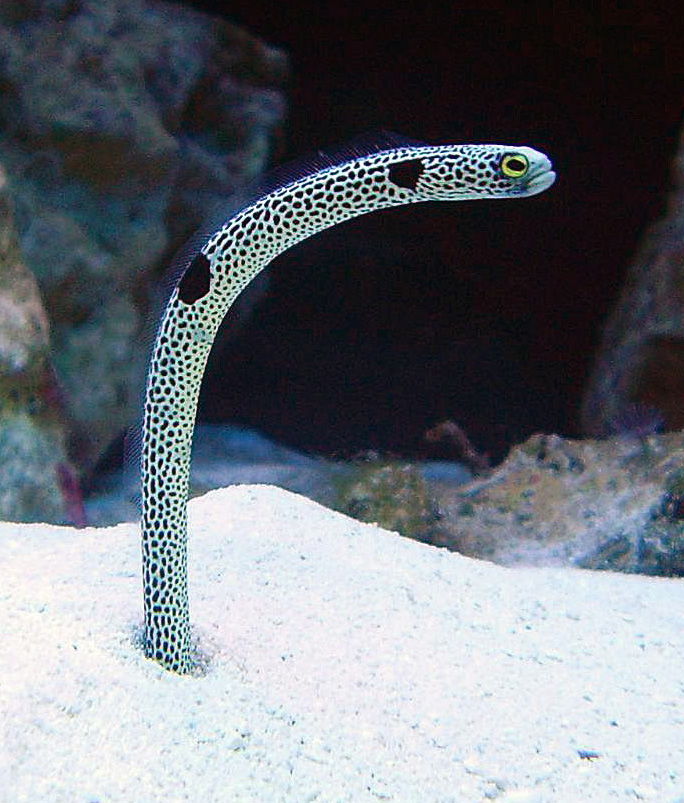
Anguila jardinera tacada

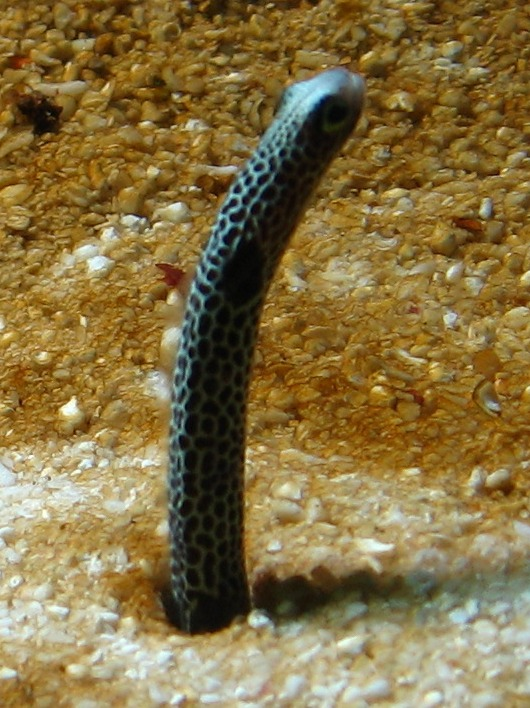
Anguila jardinera tacada

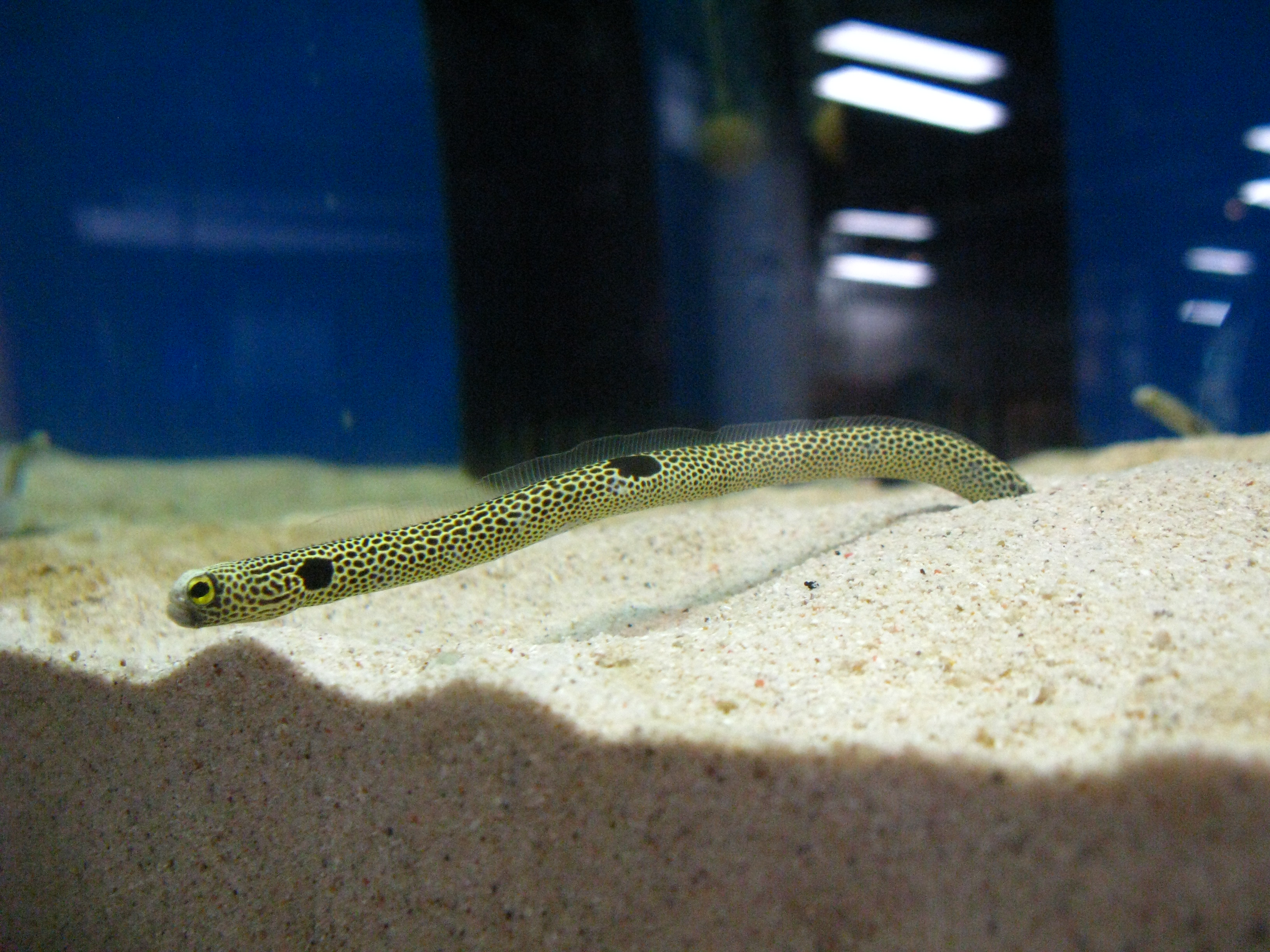
Anguila jardinera tacada

Heteroconger és un gènere de peixos pertanyent a la família dels còngrids.

## Descripció
- Cos molt allargat i comprimit.
- Cua molt més llarga que el cap i la resta del cos.
- Les aletes dorsal i anal, de vegades, conflueixen amb l'aleta caudal.
- Cap curt.
- Musell molt curt.
- Boca curta i obliqua.
- Aletes pectorals absents o vestigials.[2]

## Distribució geogràfica
Es troba a les regions tropicals i subtropicals de tots els oceans.

## Taxonomia
- Heteroconger balteatus (Castle & Randall, 1999)[3]
- Heteroconger camelopardalis (Lubbock, 1980)[4]
- Heteroconger canabus (Cowan & Rosenblatt, 1974)[5]
- Heteroconger chapmani (Herre, 1923)[6]
- Heteroconger cobra (Böhlke & Randall, 1981)[7]
- Heteroconger digueti (Pellegrin, 1923)[8]
- Heteroconger enigmaticus (Castle & Randall, 1999)[3]
- Anguila jardinera tacada (Heteroconger hassi) (Klausewitz & Eibl-Eibesfeldt, 1959)[9]
- Heteroconger herrei (Wade, 1946)
- Heteroconger klausewitzi (Eibl-Eibiesfeldt & Köster, 1983)[10]
- Heteroconger lentiginosus (Böhlke & Randall, 1981)[7]
- Anguila jardinera (Heteroconger longissimus) (Günther, 1870)[11]
- Heteroconger luteolus (Smith, 1989)[12]
- Heteroconger magnaghii (D'Ancona, 1928)
- Heteroconger mercyae (Allen & Erdmann, 2009)[13]
- Heteroconger obscurus (Klausewitz & Eibl-Eibesfeldt, 1959)[9]
- Heteroconger pellegrini (Castle, 1999)[14]
- Heteroconger perissodon (Böhlke & Randall, 1981)[7]
- Heteroconger polyzona (Bleeker, 1868)[15]
- Heteroconger taylori (Castle & Randall, 1995)[16]
- Heteroconger tomberua (Castle & Randall, 1999)[3]
- Heteroconger tricia (Castle & Randall, 1999)[3][17][18][19][20][21][22]